# Xã Brokenstraw, Quận Warren, Pennsylvania
Xã Brokenstraw (tiếng Anh: Brokenstraw Township) là một xã thuộc quận Warren, tiểu bang Pennsylvania, Hoa Kỳ. Vào năm 2010, dân số của xã này là 1.884 người.